# 沼蛙
沼蛙（学名：Sylvirana guentheri）又名贡德氏赤蛙、石蛙。为赤蛙科水蛙属的两栖动物。

## 特征
沼蛙长约7厘米，棕色背面，沿背侧褶有黑色纵纹，体侧有黑斑，后肢有黑色横斑，白色腹面；口角后有两个浅色颌腺；雄蛙在咽侧下有外声囊一对，上臂基部有肾形大臂腺，指垫不显著；趾间有蹼。
貢德氏赤蛙的叫聲特別大，和狗叫聲很類似，甚至有時候民眾會將其叫聲誤認為狗叫聲。

## 分布
分布于台灣全島平地以及中國大陸南部、海南島、越南等地，常栖息于静水池或稻田。其生存的海拔范围为452至1200米。该物种的模式产地在厦门。

## 影像

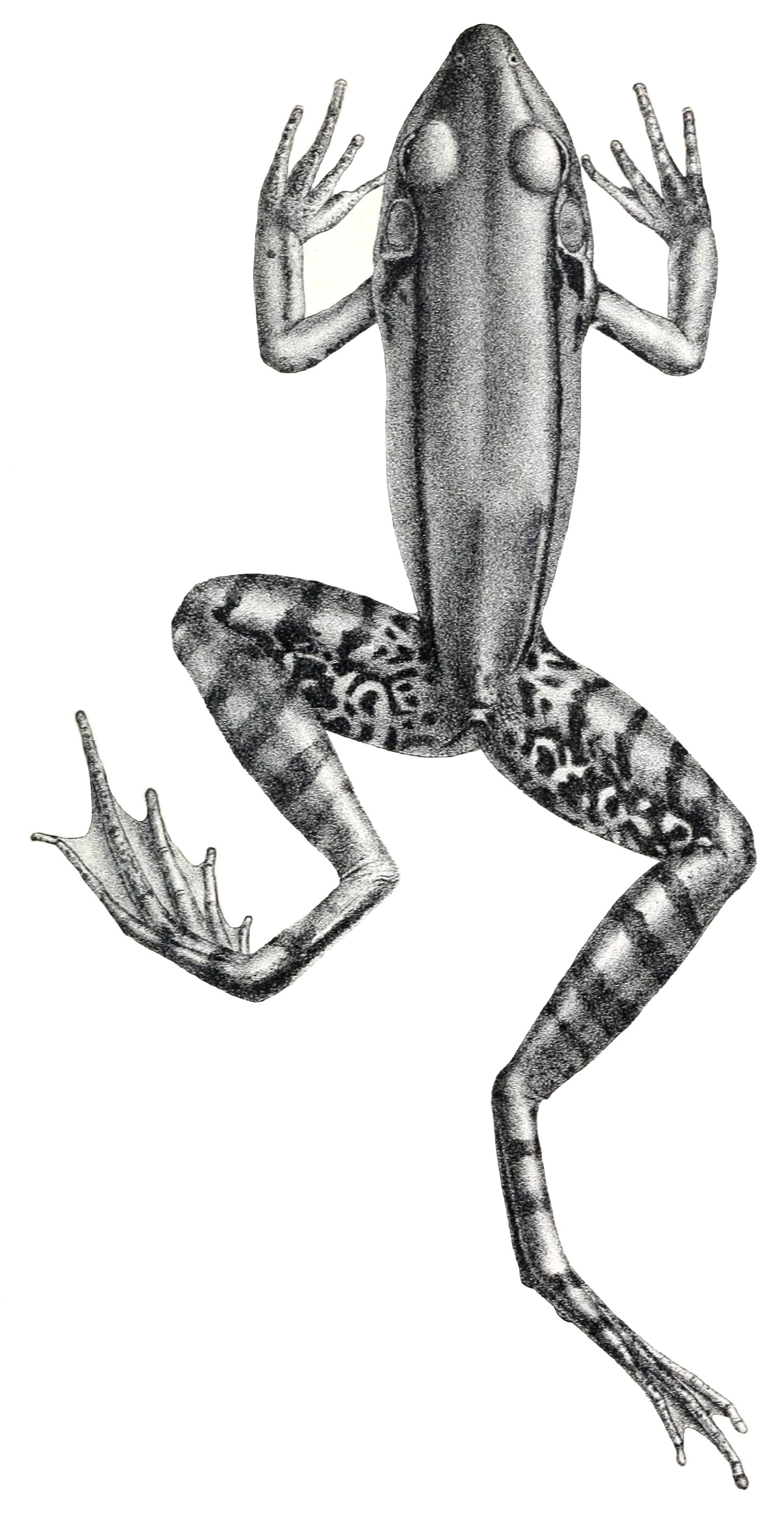
交尾中的貢德氏赤蛙
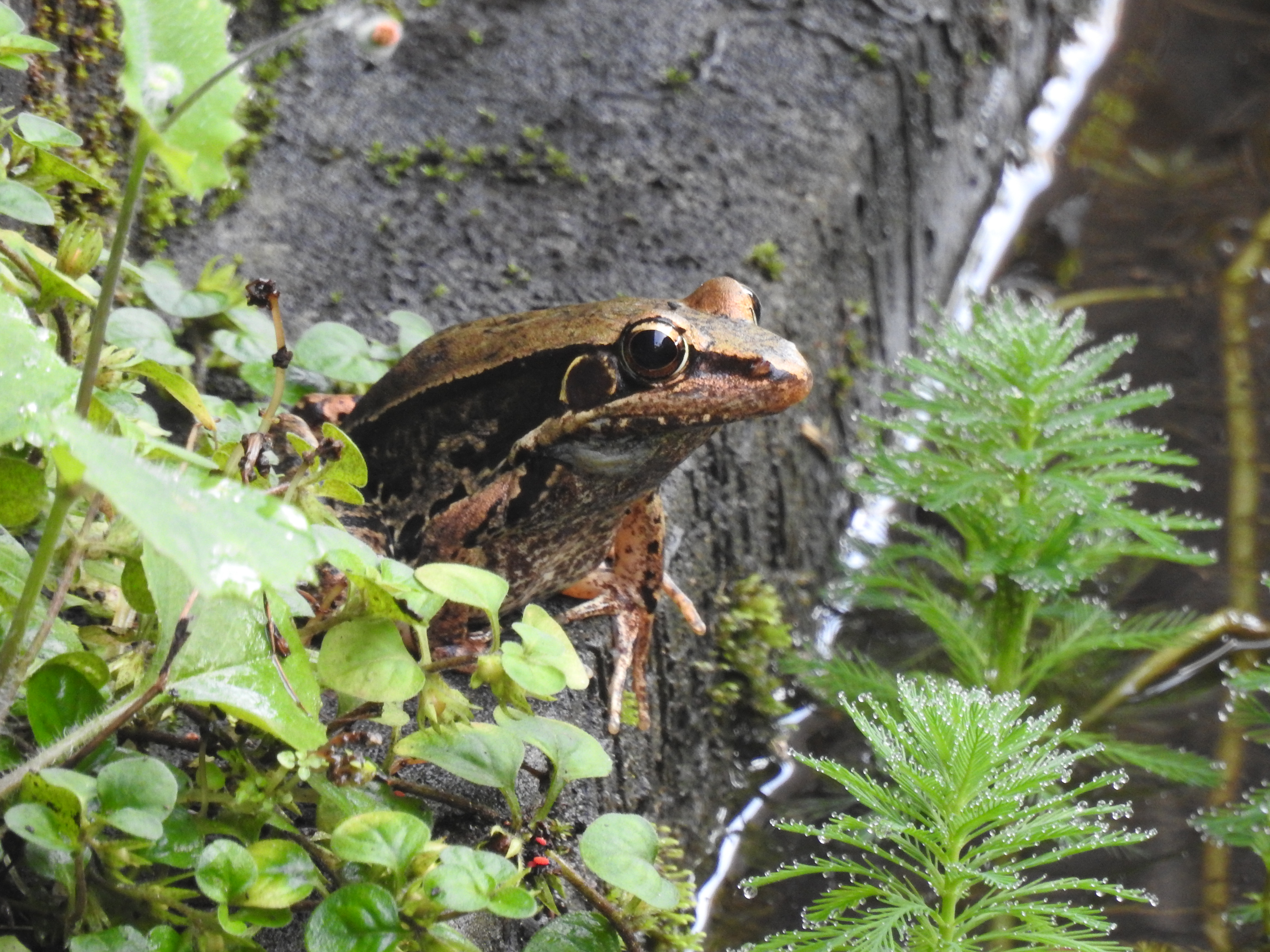
貢德氏赤蛙